# NGC 1717
NGC 1717 é uma estrela na direção da constelação de Orion. O objeto foi descoberto pelo astrônomo William Parsons em 1849, usando um telescópio refletor com abertura de 72 polegadas. 